# Microsoft Network
MSN (nebo také Microsoft Network) je webový portál a kolekce internetových služeb společnosti Microsoft. Hlavní webové rozhraní poskytuje informace o nových zprávách, počasí, sportu, financí a dalšího obsahu. Nabízí mezinárodní verze portálu pro desítky zemí po celém světě. K dispozici je i aplikace pro operační systémy Android a iOS.

## Historie
Původně bylo MSN spuštěno 24. srpna 1995 při příležitosti vydání Windows 95. Hned od počátku byla služba propojena s operačním systémem Microsoft Windows. MSN odkazoval na vlastní online platformu, což byla tehdejší alternativa k síti Internet. V počátcích byla platforma orientována pouze na americký trh. Po rozhodnutí vývoje vlastního prohlížeče Internet Explorer, byl MSN nabízen jako integrovaná součást operačních systémů Windows. 
Od té doby se rozsah poskytovaných služeb několikanásobně rozrostl. V roce 2003 byly vyvinuty komunikační programy MSN Chat a další poskytovanou službou byla e-mailová schránka Hotmail (později Outlook) následovaná instant messengerem MSN Messenger. Ten byl v roce 2005 přejmenován na Windows Live Messenger. V roce 2013 mu skončila podpora.
MSN prošlo v roce 2006 velkou transformací na Windows Live, hlavně díky snaze Microsoftu zvýšit atraktivitu poskytovaných služeb pro širší masy obyvatel. V USA není MSN pouze poskytovatelem obsahu a provozovatelem vyhledávače. Poskytuje zde také internetové služby. Postupně jsou všechny současné služby MSN transformovány do nového rozhraní, kde zatím probíhá jejich betatestování.
Slovo MSN se vžilo hlavně jako synonymum k MSN Messenger. Pokud chcete užívat služby MSN musíte mít Windows Live ID, které je možno získat zdarma a dovoluje vám přístup ke všem službám. Je vázáno na e-mailovou adresu, kterou vyplníte při registraci.

### Současnost
MSN byl i v roce 2025 jedním z největších a nejpoužívanějších portálů na světě, spolu s platformami Yahoo a AOL. V roce 2022 byl analytickou společností proveden odhad, že službu využívá cca 800 000 000 lidí měsíčně.
MSN nabízí placené i reklamou financované služby. Některé jsou dostupné pouze na území USA. Velmi známou službou integrovanou do MSN je od roku 2012 mailová služba Outlook.com. V roce 2014 vydala společnost Microsoft i platformy pro zařízení i0S, Android a Amazon.
Platforma MSN nabízí například tyto služby:
- Internetový portál jako domovská stránka
- Finance a ceny akcií
- Zpravodajství
- Předpověď počasí
- Online hry
- Videa
- Vyhledávač Bing
- OneDrive
- Bing mapy
- OneNote
- Skype
- Online Microsoft 365

Služby jsou dostupné cca ve 40 zemích a různých jazycích. Rozsah portálu se může v různých lokalitách lišit.